# サラトガ (CV-60)
サラトガ (USS Saratoga, CVB/CVA/CV-60) は、アメリカ海軍の航空母艦。フォレスタル級航空母艦の2番艦。アメリカ独立戦争におけるサラトガの戦いに因んで命名され、同名を持つ艦としては6隻目である。

## 艦歴

### 1950年代
サラトガは「大型航空母艦」として1952年7月23日にニューヨーク州のニューヨーク海軍造船所に発注され、船体番号はCVB-60であった。1952年10月1日に「攻撃航空母艦」(CVA-60)に艦種変更され、1952年12月16日に起工された。1955年10月8日にチャールズ・S・トーマス夫人によって進水し、1956年4月14日に初代艦長R・J・ストロー大佐の指揮下就役した。
就役後数ヶ月にわたってサラトガは飛行、操艦、構造および砲撃とさまざまなテストを行い、8月18日にグアンタナモ湾に向かい整調巡航へ出発する。12月19日にニューヨーク海軍造船所のドックに再び入り、1957年2月18日まで調整を行う。調整後カリブ海で訓練を行い、その後母港のフロリダ州メイポートに向かう。
6月6日にアイゼンハワー大統領と閣僚が乗艦し訓練を視察する。2日にわたってサラトガと僚艦18隻が航空作戦、対潜水艦戦、誘導ミサイル作戦および海軍最新の砲撃、掃射技術を実証した。大統領視察のハイライトは、西海岸沖のボノム・リシャール(USS Bon Homme Richard, CVA-31)から大西洋のサラトガまで2機の F8U クルセイダーが3時間28分で無停止飛行を行う実験であった。
サラトガは1957年9月3日にメイポートを出港し初の大西洋横断を行い、ノルウェー海でNATOの軍事演習、オペレーション・ストライクバックに参加する。その後メイポートで短期間停泊した後、修理のためノーフォーク海軍造船所に向かう。
1958年2月1日に地中海に向けてメイポートを出港、最初の第6艦隊配備となる。1967年12月31日まで地中海へ8度の巡航を行い、地中海以外ではフロリダ沖で訓練または港での補修を行った。

### 1960年代
第六艦隊で展開中の1961年1月23日に第二機械室で火災が発生し、7名が死亡する。燃料油パイプの破裂で生じたと考えられる火災は乗組員により鎮火し、サラトガはギリシャのアテネで損傷を調査した。蒸気タービンの出力は低下したものの巡航任務を継続し、帰国すると艦載機部隊を下艦させその後修理を行った。
1968年1月2日にサラトガはペンシルベニア州フィラデルフィアに向かいオーバーホールと近代化改修に入る。作業は11ヶ月にわたって行われ、1969年1月31日にフィラデルフィアを出港、ハンプトン・ローズとメイポート経由でグアンタナモに向かい、乗組員及び航空要員の訓練を行った。

### 1980年代 - 1990年代
1980年10月1日から1983年2月3日にかけて、艦齢延長工事（SLEP）を受けた。これは戦術情報システムの改良やカタパルトの換装、SPS-49対空レーダーの搭載など大規模なもので、5億4,910万ドルが投じられている。
1992年秋、アメリカ合衆国、トルコを始めとするNATO加盟国は演習「エクササイズ・ディスプレイ・デタミネーション 1992 」を行う。同演習はアメリカ軍のジェレミー・マイケル・ブーダ提督を総司令官として各国海軍が参加して行われた。各国海軍は二つのチームに分かれ、アメリカ海軍のT・ジョーゼフ・ロペス海軍中将が「Brown Forces」を指揮し、それにはサラトガも含まれた。トルコ海軍の機雷敷設駆逐艦ムアヴェネト(TCG Muavenet)（元ロバート・H・スミス級駆逐艦グイン(USS Gwin, DM-33)）はオランダ海軍のクルーン提督指揮する「Green Forces」に属していた。
同訓練演習に於いて「戦術上の増強」過程にブラウン軍はエーゲ海のサロス湾への上陸を試みる。ブーダ提督は各ユニットが積極的に探索し互いを「破壊する」よう命令した。両軍の機動部隊司令官には勝利を達成するため全ての戦力を使用する最大の権限があった。言うまでもなく全ての対立は演習上の攻撃であることが目的であった。
1992年10月1日、サラトガに乗艦していた戦闘指揮センター士官はシースパロー・ミサイルシステムを用いてグリーン軍への攻撃を開始することを決定した。戦闘指揮センター士官はサラトガの部隊指揮官及び戦闘グループ指揮官のフィリップ・デュアー少将の承認を得た後にシミュレーションの攻撃計画を実施した。ミサイル発射班員はその指令がシミュレーションであることを知らされなかった。
指令が進行し、ミサイルシステム・オペレーターはミサイル発射準備が完了したことを報告した。しかし標準的な用語が欠如していたため確認した士官はその報告の重要性を認識できなかった。具体的には目標捕捉システム・オペレーターは指令「arm and tune」（コンソール・オペレーターにとって実際の発射に備えてミサイルを装填、準備する指令）を出した。指令監督士官は「arm and tune」が実際の発射を示すことを理解できなかった。その結果、10月2日の午前0時直後にサラトガはムアヴェネトに対して二発のシースパロー・ミサイルを発射した。ミサイルはムアヴェネトの艦橋を直撃し戦闘指揮所を破壊、艦長以下5名が死亡､15名を負傷させた。
サラトガは1994年8月20日にフロリダ州メイポートの海軍補給地で解役され、同日除籍された。1995年5月にフィラデルフィアまで回航され、フィラデルフィア海軍保管所で1998年8月に不活性化され、ロードアイランド州ニューポートの寄贈艦保管所に保管された。続いて「実験用船として処分」が決定されたが、最終的に2000年1月1日に寄贈艦保管所に戻された。
その後、米海軍は2013年10月にテキサス州ブラウンズビルの船舶解体企業に対し売却を行う契約を締結。2014年5月11日までに1セントで売却されたと発表した。
サラトガはベトナム戦争の戦功で1つの従軍星章を受章した。